# Megascapheus nigricans
Megascapheus nigricans is een knaagdier dat voorkomt in zuidwestelijk Noord-Amerika. Dit dier werd voorheen als een ondersoort van de valleigoffer (Megascapheus bottae) gerekend. Maar in 2024 werd het afgesplitst als aparte soort in het geslacht Megascapheus. Hij is oorspronkelijk beschreven door Rhoads (1895). De typelocatie, de plaats waar het exemplaar vandaan komt op basis waarvan de ondersoort oorspronkelijk is beschreven, ligt in San Diego County (Californië).
abbotti · absonus · abstrusus · acrirostratus · actuosus · aderrans · affinis · agricolaris · albatus · albicaudatus · alexandrae · alienus · alpinus · alticolus · altivallis · amargosae · analogus · angularis · angustidens · anitae · apache · aphrastus · argusensis · aridicola · aureiventris · aureus · awahnee · baileyi · basilicae · birdseyei · bonnevillei · boregoensis · boreorarius · borjasensis · bottae · brazierhowelli · brevidens · cabezonae · cactophilus · camargensis · camoae · caneloensis · canus · carri · catalinae · catavinensis · cedrinus · centralis · cervinus · chiricahuae · chrysonotus · cinereus · collinus · collis · comobabiensis · concisor · confinalis · connectens · contractus · convergens · convexus · crassus · cultellus · cunicularis · curtatus · depauperatus · depressus · desertorum · desitus · detumidus · diaboli · dissimilis · divergens · estanciae · extenuatus · flavidus · fulvus · fumosus · grahamensis · growlerensis · guadalupensis · harquahalae · homorus · howelli · hualpaiensis · hueyi · humulis · imitabilis · incomptus · infrapallidus · ingens · internatus · jacinteus · jojobae · juarezensis · lachuguilla · lacrymalis · laticeps · latirostris · latus · lenis · leucodon · levidensis · limitaris · limpiae · litoris · lorenzi · lucidus · lucrificus · magdalenae · martirensis · mearnsi · melanotis · mewa · minimus · minor · modicus · mohavensis · morulus · muralis · mutabilis · nanus · nasutus · navus · neglectus · nesophilus · nicholi · nigricans · operarius · operosus · optabilis · opulentus · oreoecus · osgoodi · paguatae · pallescens · parvulus · pascalis · patulus · pectoralis · peramplus · perpallidus · perpes · pervagus · pervarius · phasma · phelleoecus · pinalensis · piutensis · planirostris · planorum · powelli · providentialis · proximarinus · proximus · puertae · pusillus · retractus · rhizophagus · riparius · robustus · rubidus · rufidulus · ruidosae · rupestris · ruricola · russeolus · sanctidiegi · saxatilis · scapterus · scotophilus · sevieri · siccovallis · silvifugus · simulus · sinaloae · solitarius · spatiosus · stansburyi · sturgisi · suboles · subsimilis · texensis · tivius · toltecus · trumbullensis · tularosae · vanrossemi · varus · vescus · villai · virgineus · wahwahensis · winthropi · xerophilus